# 斯維拉伊納茨

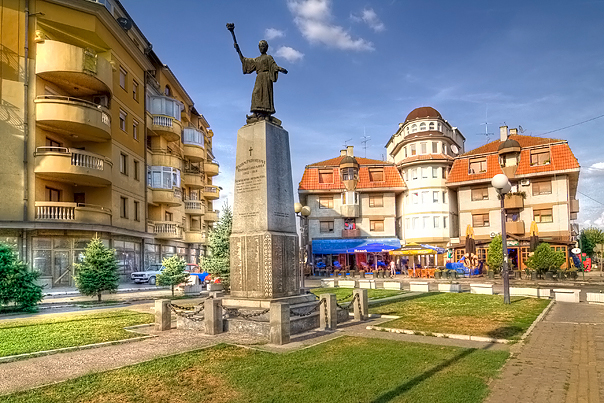

斯維拉伊納茨是塞爾維亞的城鎮，由波莫拉夫列州負責管轄，位於該國中部，距離首都貝爾格萊德約100公里，面積326平方公里，海拔高度103米，主要經濟活動有貿易業、農業和工業，2011年人口9,131。

## 外部連結
- 官方网站
- www.svilajnac001.co.rs （页面存档备份，存于） (in Serbian)
- www.svilajnac.com (in Serbian)